# Шимкевич, Константин Антонович
Константин Антонович Шимкевич (1887—1953) — российский литературовед.

## Биография
Окончил Санкт-Петербургский университет (1912), ученик И. А. Шляпкина. В 1912—1914 гг. работал там же на кафедре русского языка и словесности. В 1914—1921 гг. (с перерывами) служил в армии.
После демобилизации с 1921 г. работал в Пушкинском Доме, одновременно занимался в семинаре по новой литературе и теории у В. Н. Перетца.
Затем по приглашению В. М. Жирмунского работал в Государственном институте истории искусств, до 1930 г. возглавлял в нём Кабинет современной литературы, занимаясь, в частности, сбором разнообразных архивных материалов современных писателей (в том числе Михаила Кузмина и Николая Тихонова). После увольнения занимался преимущественно преподавательской деятельностью, в том числе преподавал литературу и декламацию в Ленинградском театральном институте. Пережил блокаду Ленинграда.
Жена (с 1920 года) — Мария Карловна Любберс (1894—1956), дочь Ариадна (1922—1991).

## Творчество
Первоначально Шимкевич занимался исследованием жизни и произведений Пушкина и его окружения, работал с архивными материалами, в том числе с архивом Дмитрия Хвостова. Затем его научные интересы сместились в сторону поэтов послепушкинского периода и далее к современности.
При жизни Шимкевичем было опубликовано всего восемь статей, однако в архивах Пушкинского Дома содержится целый ряд неопубликованных работ. В их числе, прежде всего, незавершённая книга «История русской поэзии», охватывающая период начиная с XI века и до времени жизни автора: над этой книгой Шимкевич работал последнее десятилетие своей жизни (начиная с блокадного периода), не предназначая её для печати и доведя рукопись до нескольких тысяч листов. Книга отличается пристальным вниманием к второстепенным и полузабытым фигурам и построена как история эволюции и смены литературных приёмов и мотивов, то есть методологически близка формализму.
В 2024 г. исследователь наследия Шимкевича В. Отяковский подготовил и опубликовал книгу «С пищей стало спокойнее. Письма после блокады», включающую письма Шимкевича к дочери Ариадне, описывающие жизнь и быт Ленинграда сразу после снятия блокады.